# (487) Venetia
(487) Venetia es un asteroide perteneciente al cinturón de asteroides descubierto el 9 de julio de 1902 por Luigi Carnera desde el observatorio de Heidelberg-Königstuhl, Alemania.
Está nombrado por Venetia, una provincia del norte de Italia.